# Shinden-zukuri

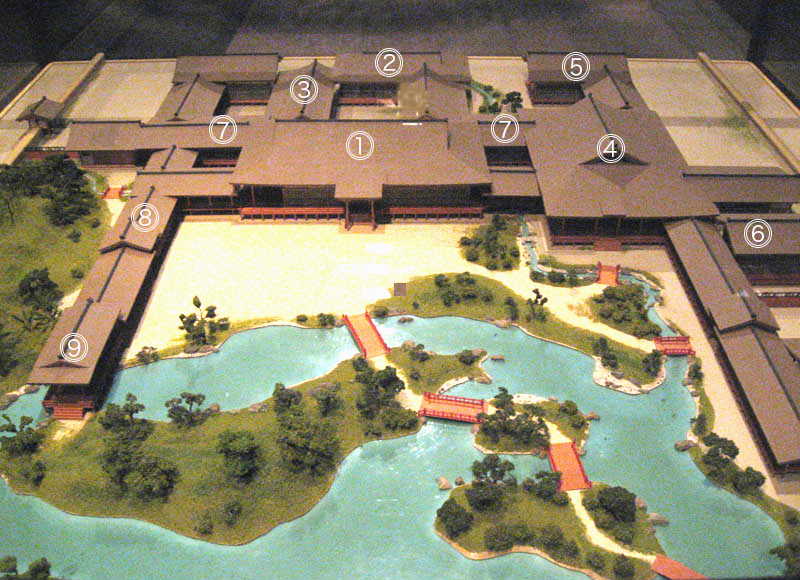
Schaalmodel van de Higashi Sanjō-dono, een gebouw kenmerkend voor de Shinden-zukuristijl

De shinden-zukuri (寝殿造) of Shinden-stijl is een architecturale stijl, die in Japan werd ontwikkeld tijdens de Heianperiode in Heian-kyō (平安京), het huidige Kioto. Ze werd vooral ontwikkeld in de tiende eeuw.

## Geschiedenis
De shinden-zukuri wordt geassocieerd met de Heia-periode die loopt van 794-1185. De stijl ontwikkelde zich echter al iets eerder, namelijk vanaf 782. Deze ontwikkeling loopt door tot 946 en vanaf dan wordt het de typische bouwstijl voor de aristocratische paleizen in de toenmalige hoofdstad van Japan. Deze stijl werd vervolgens overgenomen door de welgestelden in de provincies.
In de Kamakuraperiode (1185-1333), met de opkomst van het bakufu, verschuift de macht van de adel naar de militairen. Zij bouwen huizen geïnspireerd op de shinden-zukuri, maar met enkele aanpassingen om in de noden van een militair te voorzien. Dit wordt bukezukuri (武家造)genoemd.
In de Muromachiperiode (1333-1573), evolueert dit verder naar shoin-zukuri. Dit zijn de residentiële verblijfplaatsen van de aristocraten tijdens deze periode. De naam is afgeleid van het woord shoin, wat studeeralkoof met ingebouwde bureau betekent. Andere kenmerken zijn tokonoma en chigai-dana (ingebouwde schappen). Ook kenmerkend is de grote soberheid. Dit is vooral te wijten aan het dalende inkomen van de aristocratie en niet uit esthetische overwegingen. Bovendien gebruikt men eerder vaste muren met schuifdeuren in plaats van de verplaatsbare schermen die typisch waren bij de shinden.

## Structuur

### Algemeen
Hoewel de bouwstijl in de Heianperiode oorspronkelijk beïnvloed is door zowel Chinese concepten als boeddhistische tempels, is de stijl in de negende en het begin van de tiende eeuw zich steeds meer gaan distantiëren van buitenlandse invloeden. Zo geeft de shinden blijk van een Japanse eigenheid. De gebouwen hebben aflopende daken die bovenaan samenkomen in het bekende Japanse zadeldak, bedekt met boomschors of takken, ronde pilaren gemaakt van ongeschilderd hout en houten palen die de gebouwen ongeveer dertig centimeter boven de grond verheffen ter bescherming tegen vochtigheid. Het is zeer uitzonderlijk dat een huis meerdere verdiepingen heeft. De kamers hebben een hoog plafond, wat ze zeer aangenaam maakt in de warme, vochtige zomers. In de winter is dit echter een nadeel, mits ze niet genoeg verwarmd konden worden door de inefficiënte kolenbranders van die tijd.
De shinden-zukuri wordt gekenmerkt door een bijzondere symmetrie van de verschillende groepen van gebouwen. Het bestaat uit de shinden, de tai no ya (對屋, de secundaire gebouwen, paviljoenen aan weerszijden van de shinden), de wataridono (渡殿, overdekte gangen tussen de verschillende gebouwen), de sukiwatadono (透渡殿, overdekte bruggen tussen de verschillende gebouwen), de rou(廊, smalle wandelgangen) en de tsuridono (paviljoenen om te vissen). Vermits het een aristocratisch bouwwerk betreft, zijn er natuurlijk nog vele anderen bijgebouwen zoals keukens of stallen, maar deze gebouwen maken geen deel uit van de architecturale eenheid van de shinden-zukuri.
De eenvoud van de architectuur wordt weerspiegeld in de weloverwogen soberheid van het interieur en de meubelen. Men vindt in een kamer zelden meer dan wat schermen en gordijnen om de vertrekken van elkaar te scheiden, een paar kisten of eenvoudige kastjes, wat schrijfgerei, bloemlezingen uit de poëzie, kleine toiletartikelen en spiegels, een brander voor wierook, een armsteun, een lampstaander, wat matjes en kussens en ten slotte een kleine alkoof, afgesloten met een gordijn, zowel gebruikt als slaap- en als zitkamer. De meeste meubelen en gebruiksvoorwerpen zijn vervaardigd uit hout, dat gelakt wordt, zowel uit esthetische overwegingen als ter bescherming van het hout tegen insecten en verrotting.

### Shinden
Het hoofdgebouw van de villa is de shinden, wat letterlijk slaapzaal betekent. Dit gebouw bevindt zich op de noord-zuid as van het grondgebied, is onveranderlijk naar het zuiden gericht en kijkt uit op de tuin. Deze is naar Japanse gewoonte een kunstwerk op zich. Hij bestaat uit een artificiële vijver, compleet met eilandjes en bruggetjes die de stukken land met elkaar verbinden. Het hoofdgebouw van de shinden wordt moya of moya no hi no omoshi genoemd.

#### Moya
De moya is gewoonlijk twee compartimenten diep en vijf compartimenten breed. Deze ruimte is dan nog eens onderverdeeld in twee secties.
Een van de twee gedeeltes wordt de nurigome genoemd en is twee bij twee compartimenten groot. Deze kamer wordt als het meest private gedeelte van het huis beschouwd. In dit gedeelte worden meestal de familieschatten bewaard. Ook kan het dienstdoen als slaapkamer voor de eigenaar. Het is dan ook de enige kamer van de shinden die volledig omgeven is door onbeweegbare, beplijsterde muren. Er is ook maar één deur die uitkomt op dit vertrek.
Het overige gedeelte van de moya doet dienst als leefruimte van de eigenaar van de villa. Wanneer de stand van de heer van het huis dit gebiedt, wordt hier de staatszetel (michôdai) geplaatst. Het is mogelijk dat hij deze ook gebruikt om in te slapen. De ruimte wordt afgesloten met ondoorzichtige - vaak beschilderde - schuifpanelen (shôji).

#### Hisashi
De moya wordt omringd door een ruimte van één compartiment breed. Deze gangen worden hisashi genoemd en bevinden zich een stap lager dan de moya. Naargelang de ligging van de hisashi ten opzichte van de moya krijgen ze namen die verwijzen naar de windrichtingen (kitabisashi (noorden), minamibisashi (zuiden), higashibisashi (oosten) en nishibisashi (westen)). Eventueel kunnen deze ruimten opgesplitst worden in kamertjes door beweegbare schermen of gordijnen te plaatsen.
De typische shinden is dus zeven compartimenten lang en vijf compartimenten diep. Het is mogelijk dat sommige shinden groter zijn. Dit is mogelijk door het aantal compartimenten te verhogen, hetgeen echter niet op een willekeurige manier gedaan wordt.
Soms is er nog een enkele, secundaire hisashi, magobisashi genoemd. Deze magobisashi is een compartiment breed en loopt over de volledige lengte van het gebouw. Deze gang is meestal aan de noordkant van de shinden gesitueerd. Eventueel kunnen ze ook gesitueerd zijn aan de andere zijden van de shinden, maar normaal gezien nooit aan de zuidkant met de binnenplaats. De gang kan gescheiden worden van de andere hisashi met shôji of tijdelijke schermen en gordijnen.
Het komt soms voor dat de secundaire hisashi twee compartimenten breed is bij een uitzonderlijk grote shinden. In dat geval wordt deze gang hirobisashi genoemd en neemt deze de plaats van de magobisashi in tussen de hisashi en de veranda.

#### Sunoko
Deze gangen (hisashi, magobisashi of hirobisashi) zijn dan nog eens omringd door een veranda, sunoko genaamd. Deze ruimte bevindt zich nog een stap lager ten opzichte van de hisashi en ligt eigenlijk buiten het huis. Toch is het min of meer beschut door het overhangende dak. De planken van de vloer van de veranda zijn niet volledig tegen elkaar geplaatst zodat, in geval van regen, water dat eventueel via het dak op de veranda zou komen, tussen deze spleten kan weglopen. Wanneer er festiviteiten worden georganiseerd op de binnenplaats, dient de veranda als zitplaats om de gebeurtenissen te aanschouwen.
De hoofdtrap met vijf treden begint recht in het midden van de sunoko. Deze trap is een compartiment breed, loopt uit op een platform op de grond en wordt kizahashi genoemd. Het is aan de voet van deze trap dat belangrijke gasten uit hun rijtuig of draagstoel komen.

#### Hashigakushi no ma
In het verlengde van deze trap, in het midden van de tegenoverliggende hisashi, is er een ruimte die hashigakushi no ma wordt genoemd. Deze doet dienst als een soort van ontvangstkamer waar de huiseigenaar in vol ornaat zijn gasten begroet. Vanaf hier kan hij alle activiteiten op de binnenplaats overschouwen. Hij zit dan op enkele tatami en wordt geflankeerd door een combinatie van gordijnen, schermen of rekken.

#### Tsumado
Waar de hisashi en sunoko samenkomen, zijn verschillende compartimenten voorzien van deuren. Deze deuren, tsumado genoemd, zijn hardhouten, dubbele deuren die naar buiten toe openen met scharnieren. De tsumado worden aan de oost- en westkant geplaatst en verbinden op die manier, via een open wandelgang, de shinden met de tai no ya. Soms is er ook een tai no ya aan de noordkant. In dat geval is er een tsumado aan de achterkant van de shinden.

#### Koushi
De andere compartimenten (zonder tsumado) hebben geen vaste muren. Ze kunnen afgesloten worden van de veranda door luiken, kôshi of shitomido genaamd. Deze zijn vervaardigd uit houten planken die bepleisterd zijn en van een zwartgelakt, houten raamwerk worden voorzien. Er worden twee soorten onderscheiden, afhankelijk van de plaatsing van de luiken. De ichimai koushi (lettlijk: één blad koushi) bestaat uit één stuk en sluit de ruimte af van de vloer tot plafond. De tweede versie wordt nimai kôshi (letterlijk: twee bladeren koushi) genoemd en bestaat uit twee stukken. Deze zijn horizontaal verdeeld en bestaan dus uit een bovenzijde en een onderzijde. De bovenzijde is met scharnieren bevestigd aan het plafond en kan naar buiten geopend worden en daar aan het dak boven de sunoko worden vastgemaakt. De onderzijde kan worden vastgezet met pinnen of verwijderd worden. Op deze manier kan men ofwel de bovenzijde ofwel de onderzijde ofwel allebei openen en sluiten. Wanneer deze luiken gesloten zijn, kan men alleen het gebouw binnengaan via de tsumado. Om licht binnen te laten, maar de gebeurtenissen in het gebouw toch privé te houden, worden soms bij de koushi schermen neergelaten, misu genoemd. Deze zijn min of meer te vergelijken met de moderne sudare.

### Tai no ya
Vervolgens zijn er de tai no ya (letterlijk tegenoverstaand huis, maar gewoonlijk vertaald als paviljoen). Dit zijn secundaire gebouwen die verbonden zijn met de shinden via overdekte gangen (wataridono, sukiwatadono of een combinatie van beide). Ook deze paviljoenen worden benoemd naargelang de plaats die ze ten aanzien van de windrichtingen innemen. Zo is er de higashi no tai (oostelijk paviljoen), nishi no tai (westelijk paviljoen) en kita no tai (noordelijk paviljoen). Door de specifieke structuur van shinden-zukuri is het onmogelijk een zuidelijk paviljoen te bouwen.
De oostelijke en westelijke paviljoenen liggen gewoonlijk negentig graden gedraaid ten opzichte van de shinden. Dit wil zeggen dat hun korte kant naar het zuiden is gericht. Het noordelijke paviljoen ligt dan weer parallel met de shinden. Op overgeleverde tekeningen zijn echter alle soorten plaatsing te zien, wat erop wijst dat dit geen rigide regel is.
De tai no ya die negentig graden gedraaid zijn, zijn bovendien geopend aan de zuidkant. De luiken bevinden zich één compartiment dieper in de tai no ya. Hierdoor wordt een soort van proscenium gecreëerd, dat wederom uitkijkt op de binnenplaats.
Naargelang de rijkdom worden er meer of minder tai no ya gebouwd. Wanneer er slechts één tai no ya wordt gebouwd, is dat wel gewoonlijk aan de oostkant. Vervolgens volgt de westkant en bijna steeds als laatste de noordkant. Dit is opmerkelijk, vermits het noordelijke paviljoen ook kita no kata (letterlijk voor de vrouw des huizes) genoemd wordt. Men kan dus vermoeden dat het noordelijke paviljoen haar eigen domein was.

### Wataridono
De wandelgangen, die de shinden met een tai no ya verbinden, worden wataridono genoemd. Deze gangen kunnen open, overdekt of een combinatie van beide zijn. In feite zijn het een soort veranda's die gevormd worden door de muren van de omliggende kamers.
De lengte van deze gangen wordt enkel en alleen bepaald door de afstand tussen de shinden en de tai no ya. Wel wordt daarbij natuurlijk aandacht geschonken aan de esthetiek. De standaard is ongeveer vier tot vijf compartimenten (twaalf tot vijftien meter). De breedte bedraagt twee compartimenten; het zuidelijk gelegen compartiment is open, het tweede compartiment is volledig omsloten door muren met een tsumado, een yarido of een schuifdeur die uitgeeft op de wandelgang.
In de benaming wordt er geen onderscheid gemaakt tussen het open en het gesloten gedeelte. Het gesloten gedeelte kan gebruikt worden als werkplaats of bureau. Deze ruimtes worden echter gewoonlijk bewoond door hofdames.
Aan de noordkant van de kamer is een vaste, gegipste muur. De muur aan de zuidkant is een combinatie van gegipste muren met verschillende koushi, waardoor het gesloten deel van de wataridono geopend kan worden naar de veranda toe.

### Sukiwatadono
De sukiwatadono zijn overdekte bruggetjes die de shinden met de tai no ya verbinden. Meestal zijn ze gebogen of hebben ze treden voor het visuele aspect; dit heeft niets met de structuur of de topografie van de shinden-zukuri te maken. De sukiwatadono liggen parallel en ten zuiden van de wataridono.
Vermits de sukiwatadono ook slechts een verbindingsstuk is tussen gebouwen, is het zo lang als de afstand tussen de shinden en de tai no ya. De breedte ligt wel vast op één compartiment. Zo ontstaat er een kleine, vierkante binnenplaats tussen de sukiwatadono en de wataridono, tsubo genoemd. Dit stuk grond wordt volledig omringd door een bruggetje, een gang en de veranda's van de shinden en de tai no ya.

### Rou
Vanaf de tai no ya vertrekken twee gangen in zuidelijke richting door de tuin. Deze gangen worden rou genoemd. Ook de rou liggen een stuk boven de grond. Er is een verschil tussen de rou die zich aan de kant van de hoofdpoort bevindt en de rou aan de andere kant.
De rou aan de kant van de hoofdpoort heeft een sunoko die zich over de gehele lengte uitstrekt, mogelijk zowel aan de kant van de binnenplaats als aan de kant van de buitenmuur. Ongeveer in het midden van deze rô is een opening van ongeveer drie compartimenten breed. Hier bevindt zich de binnenpoort of chûmon. Deze poort verschaft toegang tot de binnenplaats vanuit het grondgebied dat 'buiten' het huis ligt. Vermits deze poort gelijk ligt met de grond, zijn er zowel aan de noord- als de zuidkant trappen die naar de veranda leidden. In de vertrekken van deze gangen zijn ook de bureaus voor de bedienden. Waarschijnlijk krijgt men toegang tot deze vertrekken via een yarido, misschien via een tsumado.
De rou aan de andere kant van het huis is waarschijnlijk niet veel meer dan een overdekte wandelgang zonder veranda.
Er is geen vastgelegde lengte voor de rou. Niet alleen verschillen ze onderling vaak van lengte, ook strekken sommige rou zich uit over de kunstmatige vijver, terwijl andere de vijver niet eens bereiken. Wel eindigen ze allebei in kleine paviljoenen, die tsuridono genoemd worden.

### Tsuridono
De tsuridono (letterlijk: vispaviljoen) zijn open paviljoenen die zich op het meest zuidelijke punt bevinden van de gangen die vertrekken vanaf de tai no ya. De paviljoenen worden zo genoemd omdat ze zich over de vijver uitstrekken of er ten minste aan grenzen, zodat men ze kan gebruiken om van daaruit te vissen. Ook bewondert men op deze plek bij heldere nachten de maan en probeert men verkoeling te vinden op zwoele avonden.

### Grondgebied
De villa wordt steeds gebouwd op een vierkant stuk grond van precies één chō (町). Dit grondgebied wordt dan ommuurd met een dikke aarden wal. Deze wal wordt dan nog eens voorzien van een houten bedekking en een dakje. De muur wordt dan onderbroken door twee poorten, één in het oosten en één in het westen. Om te bepalen waar de hoofdpoort zou komen, kijkt men of de straat aan de oostkant, dan wel de westkant het breedst is. De belangrijkheid van de eigenaar werd weerspiegelt in de grootte en de mate van versiering van de poorten.
Wanneer men het grondgebied van noord naar zuid bekijkt, kan men drie delen onderscheiden. In het zuiden is er de tuin. In de tuin is er een groot artificieel meer met daarin een rij van stenen, een eiland en enkele heuveltjes. De aarde wordt bestrooid met fijn, wit zand om het licht van de maan in haar volle glorie te reflecteren. De tuin is trouwens vaak een imitatie van het natuurlijke landschap van het Kyoto-bassin, of is gebaseerd op een beroemde plek in een van de provincies. Dit alles duidt op een ander belangrijk verschil met de Chinese architectuur. Terwijl bij de Chinezen de grote poort uitkomt op een formele binnenplaats en de tuin zich achter de gebouwen bevindt, ligt bij de shinden-zukuri juist de nadruk op de schoonheid van de tuin, waar zich ook de meeste ontspanning en ceremonieën afspelen. In het midden liggen de binnenplaats en de hoofd- en bijgebouwen, namelijk de shinden, tai no ya en rou. Het noordelijke gedeelte is het privégebied waar de gasten zelden komen. Hier liggen dan ook de voorraadkamers, schatkamers, paviljoenen waar de bedienden wonen.
Men kan ook drie delen onderscheiden als men het huis van oost naar west bekijkt. Zowel aan de oost- als de westkant, aan de buitenkant van de lange wandelgangen, bevinden zich de stallen, koetshuizen, etc. In het midden ligt dan de grote, centrale binnenplaats.
Op deze binnenplaats, die voor het grootste stuk bedekt is met zand , speelt men kemari (soort 'kickball') en gitchô (soort hockey). Op de binnenplaats vinden ook festivals en religieuze riten plaats.
Ook de kleine binnenplaatsen, de tsubo, zijn beplant. Meestal zijn er enkele kleine bomen en één grote boom geplant. Op deze manier kunnen de vrouwen die in de shinden wonen toch het verloop van de seizoenen volgen.
De vijver in het zuiden wordt gevoed door twee parallelle kleine stromen, yarimazu (遣水) genoemd, die aan de zijkant van de binnenplaats lopen. Meestal lopen ze onder de wataridono en de sukiwatadono door tussen de shinden en de higashi no tai. Op verschillende plaatsen zijn er bruggetjes die over de riviertjes lopen.
Grote landerijen van machtige edellieden, zijn dan ook nog eens voorzien van alle mogelijk denkbare faciliteiten. Men kan er bibliotheken, boeddhistische tempels, danspodia en zelfs renbanen terugvinden.

## Hedendaagse voorbeelden
Vandaag de dag bestaan er geen echte voorbeelden meer van de shinden-zukuri. Dit is te wijten aan aardbevingen en branden, maar vooral aan verschillende eeuwen van oorlogsvoering. Vooral tijdens de Ōnin-oorlog van de vijftiende eeuw werd de hoofdstad bijna volledig verwoest. Er zijn wel nog enkele oude gebouwen, die enkele elementen van de shinden-zukuristijl bevatten. Hierbij heeft men het dan vooral over de indeling van de verschillende gebouwen en niet noodzakelijk over de uiterlijke kenmerken van de gebouwen zelf.
Voorname voorbeelden  zijn onder andere Sanpou-in, Byoudou-in en Shishinden.
- Uiterlijk doet de Sanpou-in absoluut niet denken aan een shinden. Het is echter het systeem van gangen dat de gebouwen onderling verbindt terwijl ze zich uitstrekken over het water, dat doet denken aan de shinden-zukuri.
- Bij de Byoudou-in is er op het eerste gezicht ook geen gelijkenis te vinden met de shinden-zukuri. Het is slechts wanneer men naar het grondplan kijkt dat men hints naar de shinden-zukuristructuur terugvindt.
- De Shishinden, het hoofdgebouw van het Keizerlijk Paleis in Kyôto, heeft dan weer wel de basisstructuur van een shinden, zij het op een uitvergrote schaal ). Het is dan ook zo dat de Shishinden een soort van reconstructie is van de originele gebouwen in shinden-zukuri-stijl.
- Ook zijn er in verschillende musea doorheen heel Japan verschillende schaalmodellen te bezichtigen van beroemde shindenzukuri villa's. Een wel heel bijzonder voorbeeld hiervan is een model van het Genji Lente Paleis in het Fûzoku-museum.[13] Het is een model met een verhouding van 1:4 van de shinden en de higashi no tai, vervolledigd met poppen, gekleed in gewaden en meubels uit de Heianperiode.